# Университет Кунмин
Университет Кунми́н (кор. 국민대학교?, 國民大學校? Кунъмин тэхаккё, англ. Kookmin University) — университет, расположенный в Сеуле — столице Южной Кореи. Основан в 1946 году. Состоит из 15 факультетов; при университете существуют магистратура и аспирантура.
Университет Кунмин имеет договоры о стажировках с несколькими десятками других университетов по всему миру. Одной из самых сильных кафедр университета считается Центр японоведческих исследований; японисты Кунмина выпускают свой журнал «Мир Японии» (кор. 일본공간?, 日本空間?).